# Het Witte Kruis (Diezerstraat)

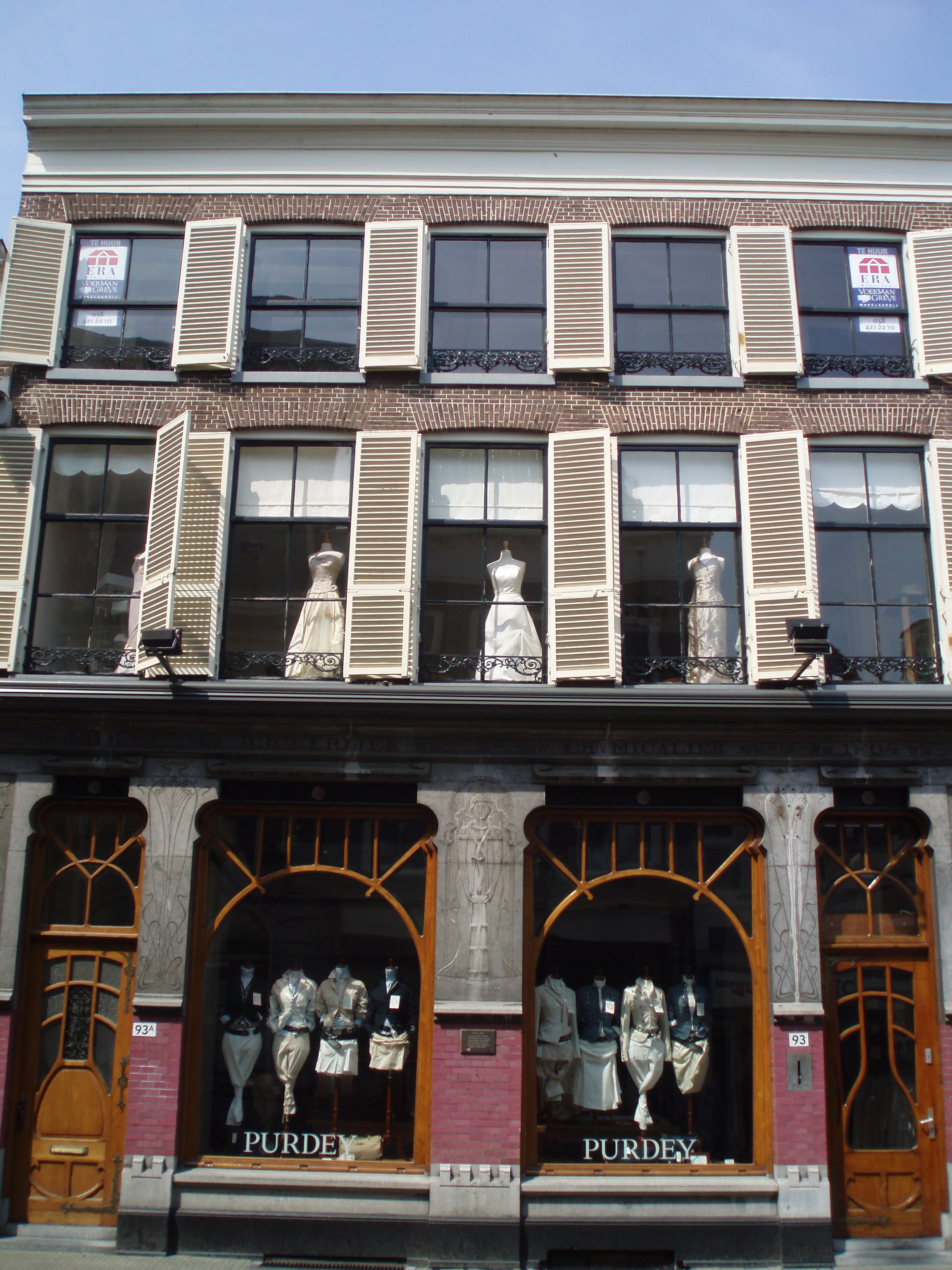
Het witte kruis

Het witte kruis (Diezerstraat 93 en 93a) is een 19e-eeuws bouwwerk uit 1850 in de Diezerstraat in de Overijsselse hoofdstad Zwolle.
Het gebouw is van historische waarde door zijn lijstgevel en in het bijzonder door zijn onderpui. Deze werd in 1904 in jugendstil opgetrokken van hardsteen, roze geglazuurde bakstenen en blank teakhout. Dit gebeurde in opdracht van de destijds in het pand gevestigde apotheek Meulenhoff. De pui is ontworpen door architectenbureau De Herder & Hellendoorn.
In het midden van de pui bevindt zich een gestileerde afbeelding van Asclepius. In de Griekse mythologie is hij de halfgod van de geneeskunde en genezing. Aan de uiteinden van de pui zijn twee vrouwenfiguren aangebracht in het hardsteen. Heden ten dage is de kledingzaak Purdey in het pand gevestigd en is het een rijksmonument.